# Kunio Lemari
Kunio Lemari ( 29 de noviembre de 1942 - 28 de marzo de 2008) fue Presidente de las Islas Marshall desde el 20 de diciembre de 1996 hasta el 14 de enero de 1997. 
Asumió el cargo luego de la muerte del Presidente previo, Amata Kabua, habiendo ocupado previamente el Ministerio de Transporte y Comunicaciones.
| Predecesor: Amata Kabua | Presidente de las Islas Marshall 1996 – 1997 | Sucesor: Imata Kabua |

- Datos: Q954205